# 安国造
安国造（やすのくにのみやつこ・やすこくぞう）は近江国東部（琵琶湖東岸）を支配した国造。淡海安国造、近淡海安国造とも。

## 概要

### 祖先
- 『古事記』によると祖は日子坐王の子の水之穂真若王で、淡海国造と同系とされる。

### 氏族
安氏（やすうじ、姓は直）。

### 本拠
近江国野洲郡で、現在の滋賀県野洲市および守山市に相当する。後に淡海国造の支配下に置かれたともいう。

### 氏神
不明。天之御影神とも。

### 人物
- 大多牟坂王（おおたむさかのみこ、大陀牟夜別/意富多牟和気）
初代淡海安国造。彦坐王三世孫または天津彦根命の後裔。
- 布多遅比売（ふたぢひめ、両道入姫命）
大多牟坂王の娘。倭建命に嫁いで稲依別王を産んだ。
- 坂田垂根君（さかたのたりねのきみ）
大多牟坂王の子。